# Aartsabdij
Een aartsabdij is een benedictijnse abdij die aan het hoofd staat van een gelijknamige congregatie. De leiding van deze abdij wordt waargenomen door een aartsabt.
Een aartsabdij staat boven een gewone abdij en een territoriale abdij.

## Aartsabdijen
De huidige aartsabdijen zijn:
- aartsabdij van Beuron in Baden-Württemberg (Duitsland)
- aartsabdij van Pannonhalma in Hongarije
- aartsabdij van Sankt Ottilien in Beieren (Duitsland)
- Stift Sankt Peter in Salzburg (Oostenrijk)